# イヴィッツァ・バルバリッチ
イヴィツァ・バルバリッチ（クロアチア語: Ivica Barbarić、1962年2月23日 - ）は、クロアチア（旧ユーゴスラビア）・メトコヴィチ出身の元サッカー選手。現在はサッカー指導者として活動している。

## 来歴
ボスニア・ヘルツェゴビナ国境に接するクロアチア南部のメトコヴィチに生まれる。1981年から1989年まで、ユーゴスラビア連邦リーグ時代のFKヴェレジュ・モスタル（現在はボスニア・ヘルツェゴビナ）でプレーし、152試合に出場。1986年にはユーゴスラビアカップを制した。
ユーゴスラビア代表としては1988年8月のスイス戦に45分間出場し、国際Aマッチ1キャップを記録。同年にはA代表の監督を兼務するイビチャ・オシム率いるオリンピック代表にドラガン・ストイコビッチやダヴォール・シューケルといった選手たちと共に選ばれ、DFながら背番号9をつけてソウルオリンピックでグループステージ3試合すべてに出場した。1989年からはスペインのクラブを渡り歩き、1997年にアルメリアCFで引退した。
引退後はアルメリアのコーチとして指導者としての第一歩を踏み出す。2004年から監督を務めたボスニア・ヘルツェゴビナのNKシロキ・ブリイェグでは、リーグ優勝1回（2005-06）、カップ準優勝2回（2004-05、2005-06）の好成績を残す。2009年にはボスニア・ヘルツェゴビナ代表のコーチも担当した。
2009年9月、J2・愛媛FCの監督に就任し、2012年シーズン終了後に退任。
2014年8月、財前恵一の後任としてJ2・コンサドーレ札幌の監督に就任し、財前監督時代一時は17位まで沈んだチームを建て直したが、昇格には至らず、2015年7月24日をもって退任した。
2017年、HŠKズリニスキ・モスタルの監督に就任し、その後FCプネー・シティのコーチに就任。2021年3月から翌年4月まではU-19ボスニア・ヘルツェゴビナ代表の指揮を執った。

## 代表歴

### 試合数
- 国際Aマッチ 1試合（1988年）[7]

| ユーゴスラビア代表 | 国際Aマッチ | 国際Aマッチ |
| 年                 | 出場        | 得点        |
| ------------------ | ----------- | ----------- |
| 1988               | 1           | 0           |
| 通算               | 1           | 0           |

## タイトル

### 選手時代
FKヴェレジュ・モスタル
- ユーゴスラビアカップ：1回（1985-86）

レアル・ブルゴスCF
- セグンダ・ディビシオン：1回（1989-90）

### 監督時代
NKシロキ・ブリイェグ
- プレミイェル・リーガ：1回（2005-06）